# Елсеид Хисай
Елсеид Хисай (на албански: Elseid Hysaj) е албански футболист, играещ като десен защитник за отбора на Лацио. Капитан е на националния отбор на Албания, за който има 89 мача и 2 гол а.

## Клубна кариера
Още на 14-годишна възраст е забеляан от скаути в Италия и преминава в школата на Емполи. Дебютира за тима на 24 ноември 2011 г. в мач от Купата на Италия срещу Фиорентина, загубен с 1:2. През сезон 2012/13 става титулярен играч за отбора в Серия Б, като тимът стига плейофи за класиране в Серия А, но остава във второто ниво на италианския футбол. През следващата кампания изиграва 32 мача и вкарва първия си гол в кариерата – той идва във вратата на Виртус Ланчиано. Емполи печели промоция в Серия А за първи път от 6 години. Хисай продължава да е титуляр отдясно на отбраната, а в 17-ия кръг на Серия А е избран в идеалния отбор на кръга.
През юли 2015 г. преминава в Наполи заедно с треньора си в Емполи Маурицио Сари. Хисай измества от титулярното място дългогодишния десен бек Кристиан Маджо и записва 37 мача в Серия А. Формата му е високо оценена и той попада в списъка на най-перспективните млади таланти, а порталът Calciomercato го избира за най-добрия на своята позиция в първенството. Тимът три пъти завършва на второ място в Серия А (2016, 2018, 2019). През 2018 г. Челси отправя оферта за играча, но тя е отказана. През сезон 2019/20 печели първия си трофей – Купата на Италия.

## Национален отбор
Дебютира за националния отбор през 2013 г. още на 18-годишна възраст. Това става в мач с Норвегия, като влиза като резерва в 80-ата минута, а Албания побеждава с 1:0. Част е от състава на Албания за Евро 2016 и играе и в трите мача от груповата фаза. Тимът обаче не успява да прескочи груповия етап в първото си участие на голям форум. На 10 септември 2019 г. вкарва първия си гол с екипа на националния отбор. Той идва във вратата на Исландия в квалификация за Евро 2020, а мачът е спечелен с 4:2.

## Успехи
- Купа на Италия – 2019/20